# Ślady (singel)
Ślady – drugi singel Fisz Emade Tworzywo z gościnnym udziałem Justyny Święs z grupy The Dumplings.

## Notowania
- Lista Przebojów Trójki: 1[2]
- Uwuemka: 3[3]
- Lista Przebojów Radia Merkury: 18[4]

## Teledysk
Opublikowany 12 grudnia 2014 r. wideoklip, podobnie jak do singla „Pył”, wyreżyserowali Marek Skrzecz i Damian Kocur. To zapowiedź filmu dokumentalnego powstającego na Wydziale Radia i Telewizji Uniwersytetu Śląskiego, który ma się ukazać w 2015. Scenografię opracowała Marta Nowak, montaż wykonał Maciej Bruno Sosnowski, a za kierownictwo produkcji odpowiada Eryk Hamerla. W obrazie wystąpił Dawid Dudkiewicz.